# Nissan Navara
Le Nissan Navara est un pick-up tout-terrain du constructeur automobile japonais Nissan produit depuis 1986. Jusqu'à présent, quatre générations se sont succédé, portant le nombre total de véhicules vendus à plus de 4 millions. Il est commercialisé dans plus de 180 pays. Ces quatre générations ont deux déclinaisons possibles : simple ou double cabine. Le nom du véhicule vient de la région espagnole Navarre, au nord du pays.
Sur le continent américain, comme au Japon, le Navara est commercialisé sous le nom de Nissan Frontier. Il dispose de motorisations différentes et d'une déclinaison rallongée (avec une benne plus longue).

## Première génération

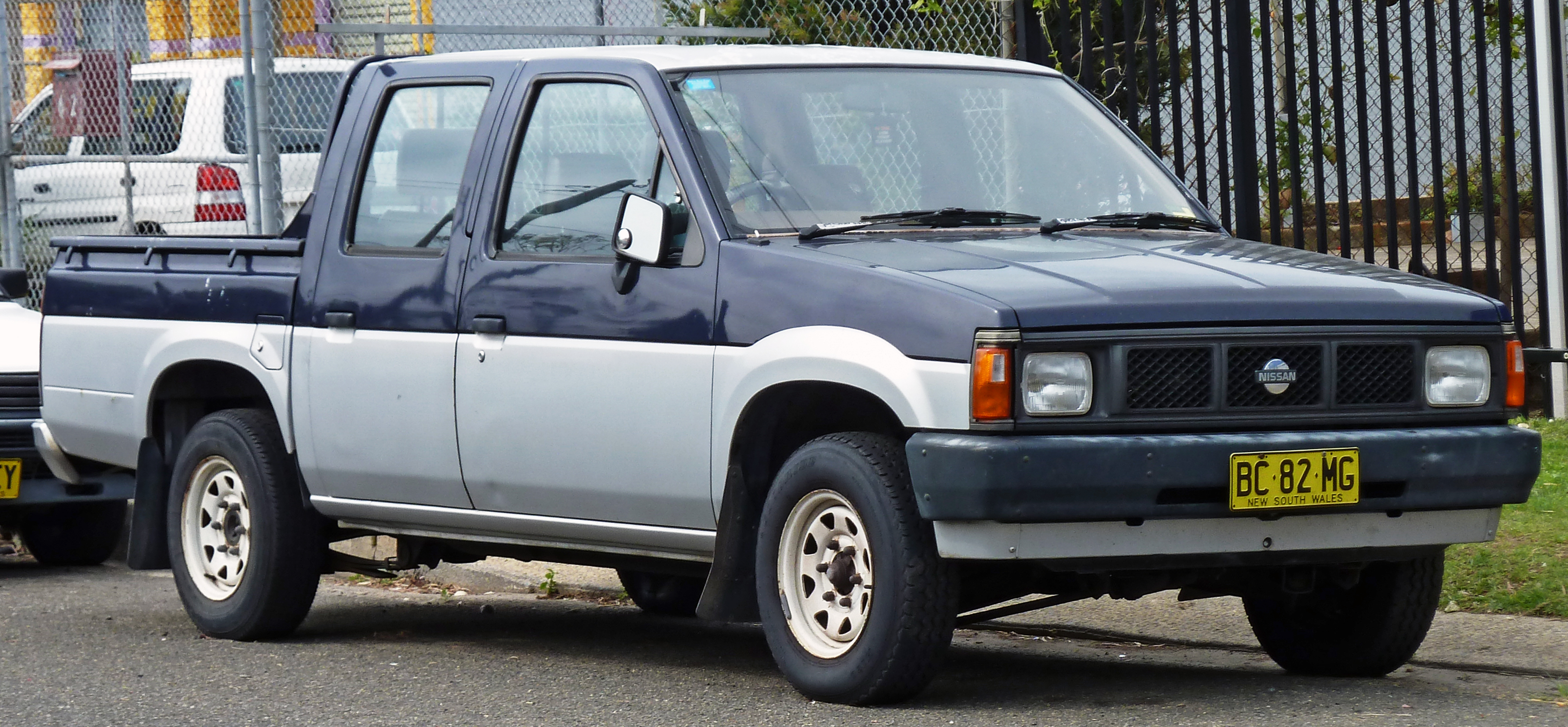
Avant

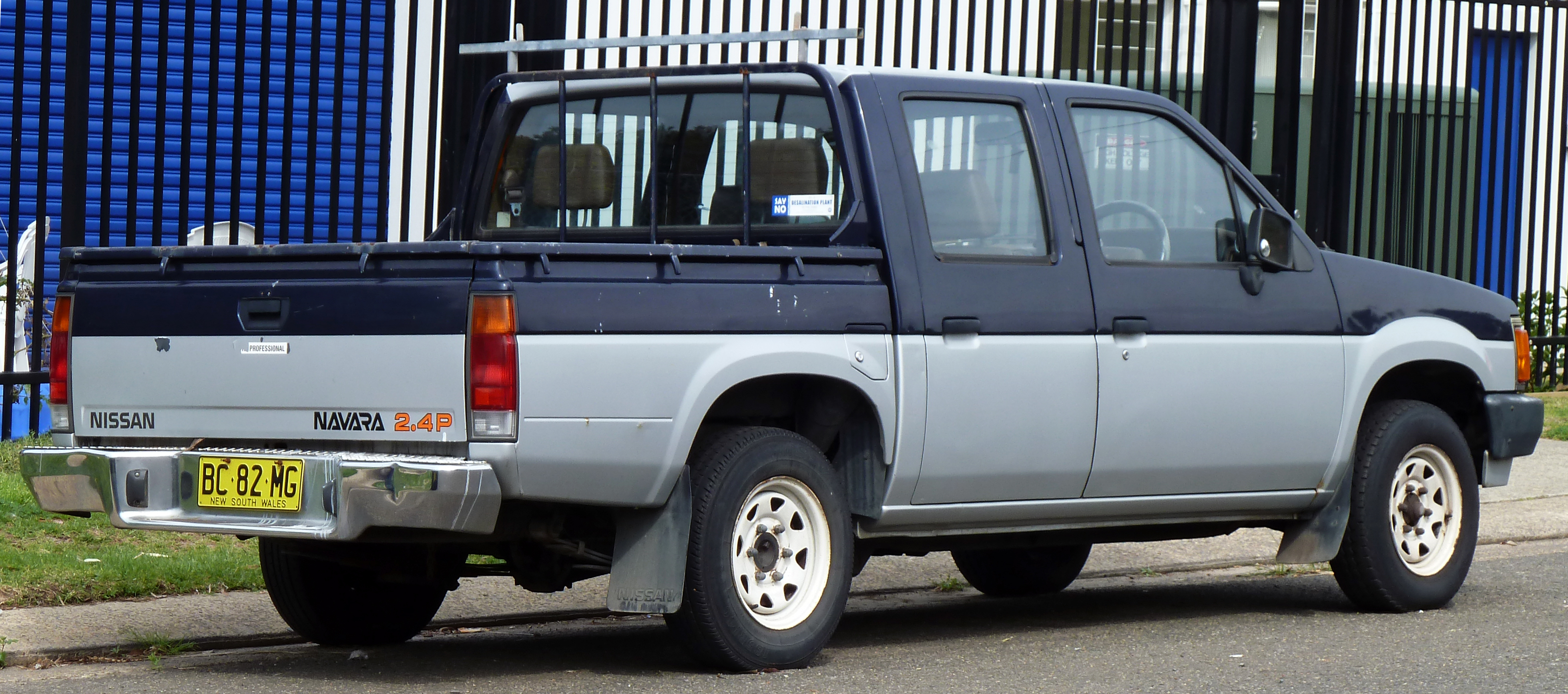
Arrière

### Motorisations
Il est équipé uniquement d'un moteur diesel de 2,5 litres de cylindrée, d'abord le SD25 puis le TD25, qui sont facilement différenciables. Le SD a les deux pipes d'admission du même coté contrairement au TD qui les a une en face de l'autre.
Ces moteurs, malgré leur cruel manque de puissance sont d'une fiabilité incroyable.
On trouve quelques rares modèles possédant un moteur essence.

## Seconde génération

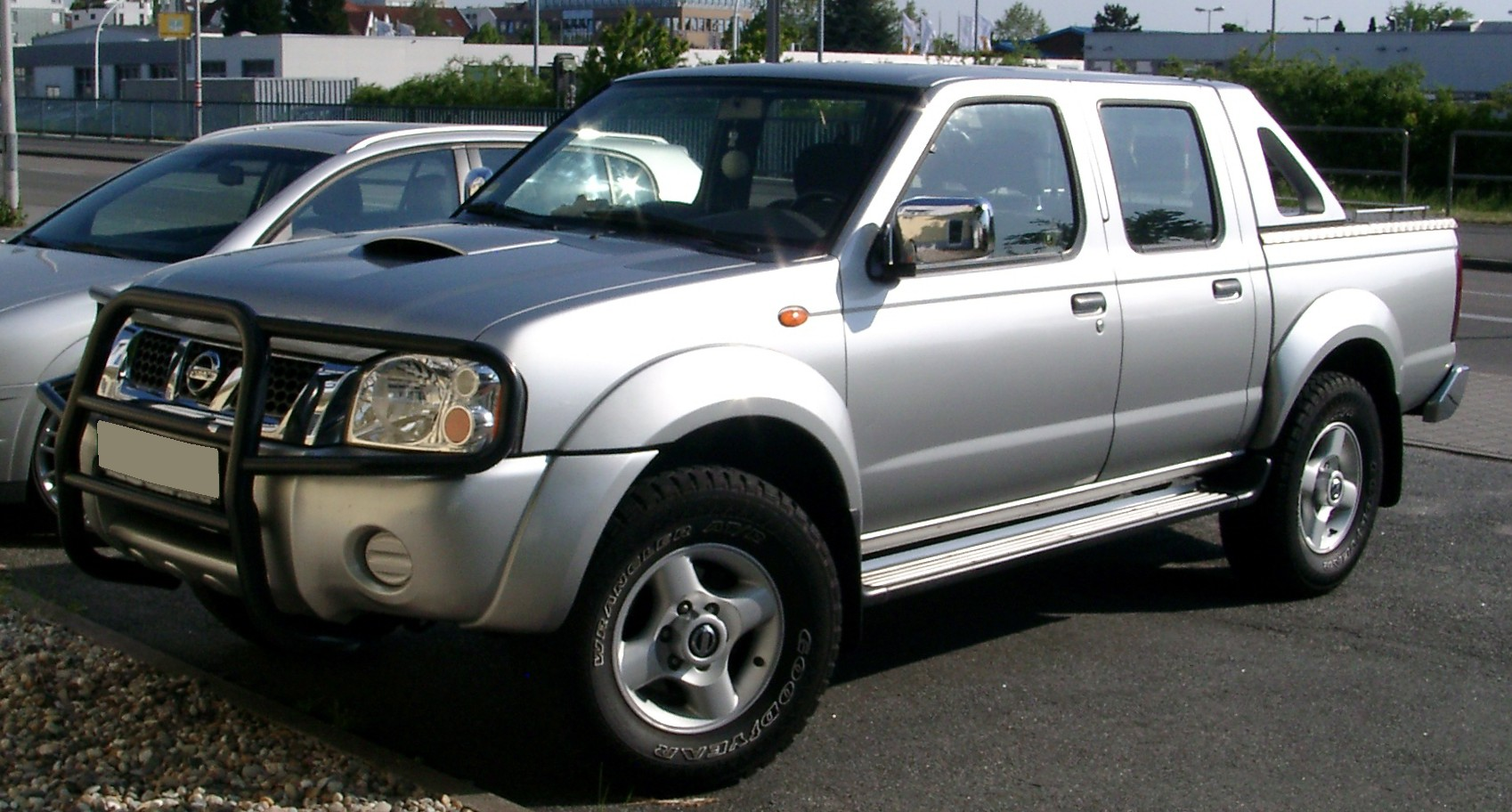
Avant

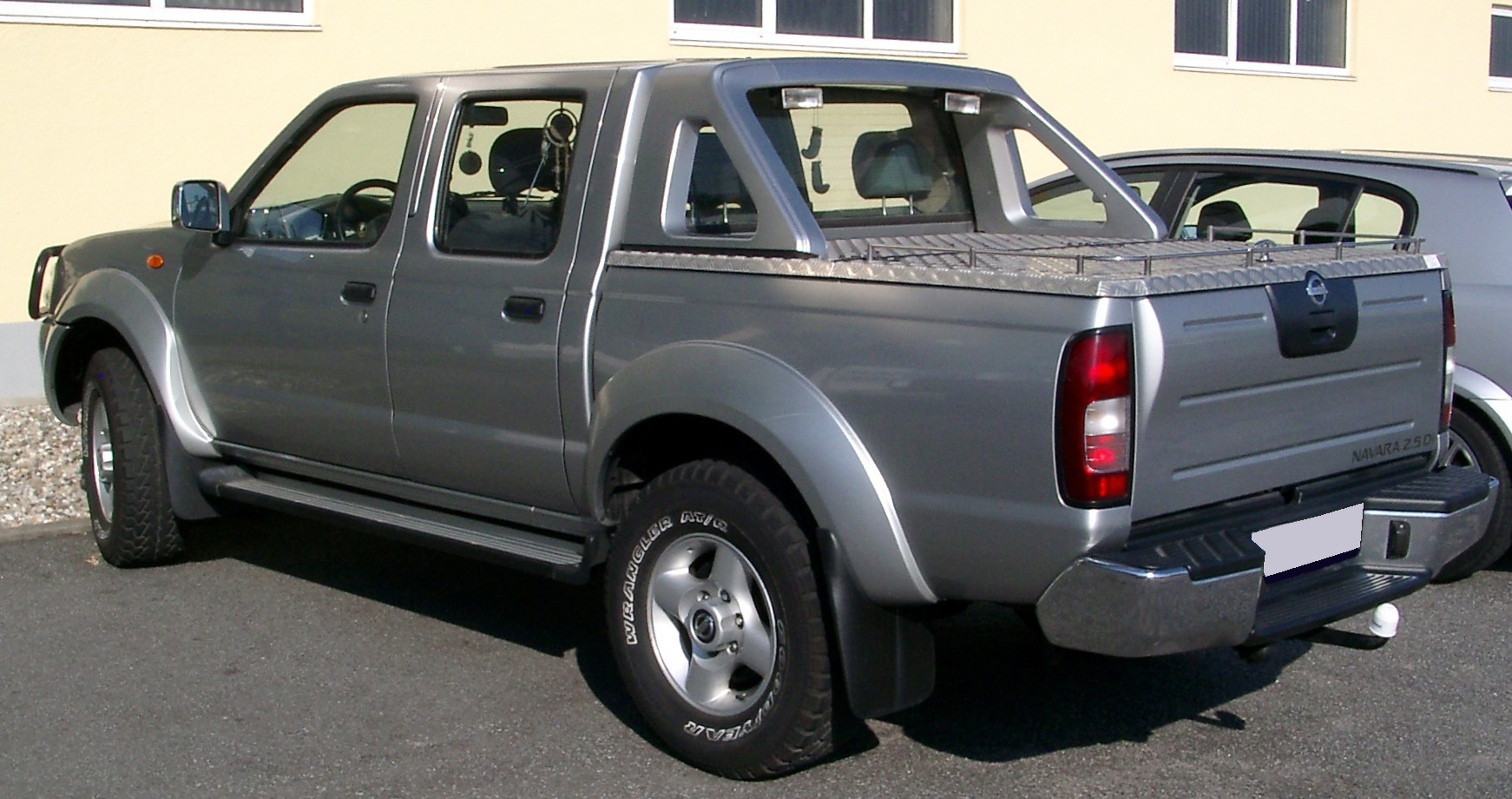
Arrière

### NP 300

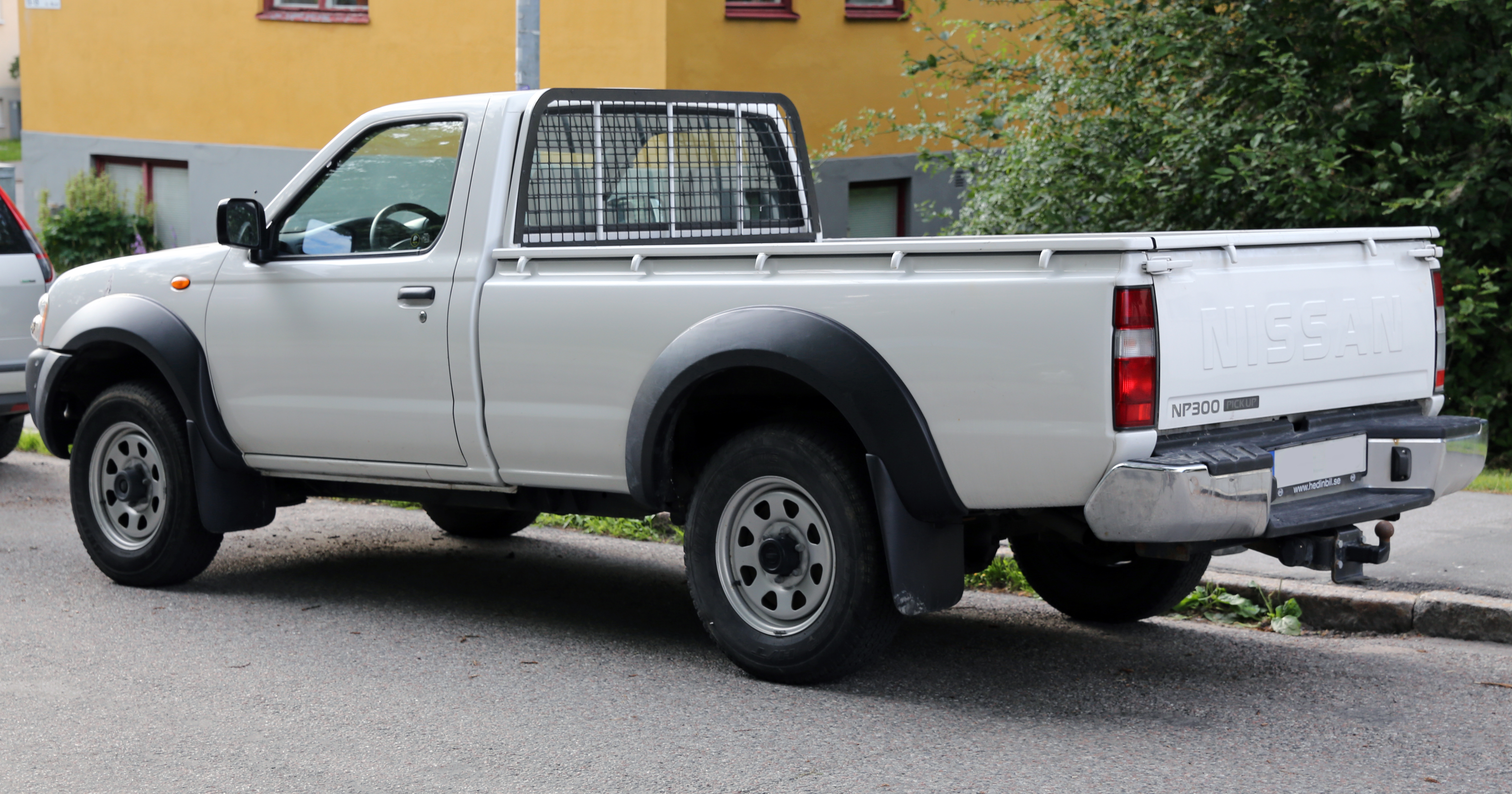
Nissan NP300 (2008-2012)

Lors de son remplacement par la troisième génération, le Navara D22 fut renommé « NP300 » et introduit dans la gamme utilitaire du constructeur. Il offre ainsi une alternative, moins couteuse, au Navara de troisième génération.

## Troisième génération
La troisième génération est lancée en 2004 et est produite jusqu'en 2021.
Le Navara D40 est restylé en 2010. Il reçoit un nouveau pare-chocs plus aérodynamique, une nouvelle boîte automatique à 7 rapports avec le moteur V6 et une refonte de l'habitacle est effectuée, avec un niveau de finitions amélioré.
Dans la plupart des régions il est remplacé par la quatrième génération. La production continue toutefois pour les marchés locaux jusqu'en 2017 au Brésil et en 2021 aux Etats-Unis.

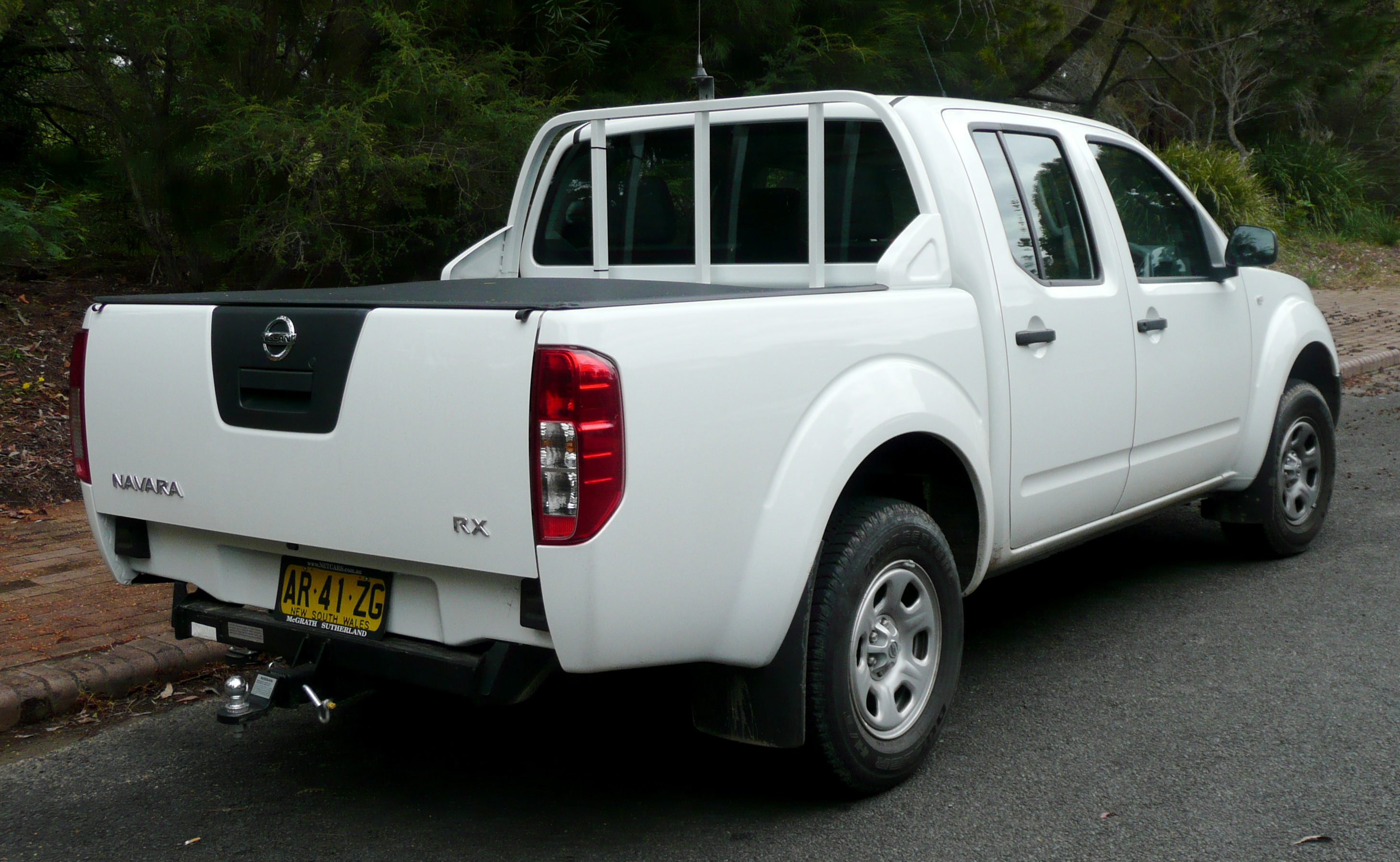
Arrière

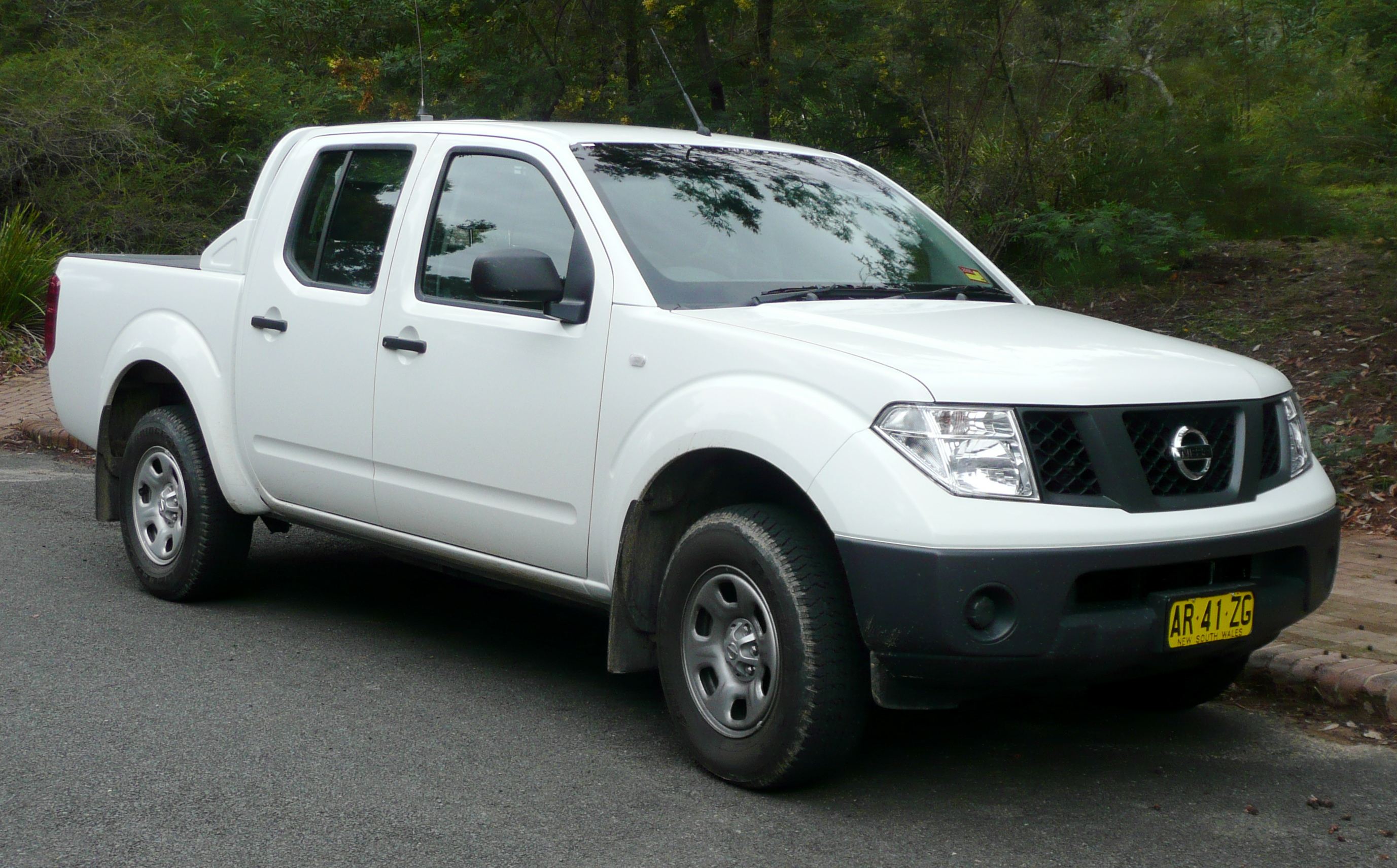
Avant

### Motorisations
Le Navara D40 avait un moteur 2,5 L dCi de 174 ch produisant 403 N m de couple. L'appellation dCi fait référence à la gamme Diesel de Renault, mais le moteur est un produit Nissan, baptisé officiellement YD25DDTi. En 2008, afin de correspondre aux nouvelles normes Euro 4 de pollution automobile en Europe, le moteur subit de légères modifications (ajout d'un filtre à particules), et développe alors 171 ch, ce qui entraîne une légère surconsommation. En 2010, un facelift de la gamme Pathfinder/Navara propose deux nouvelles motorisations. Le 2,5 L dCi développe alors 190 ch et 450 N m, et le 3,0 L dCi développe 231 ch et 550 N m de couple.

## Quatrième génération

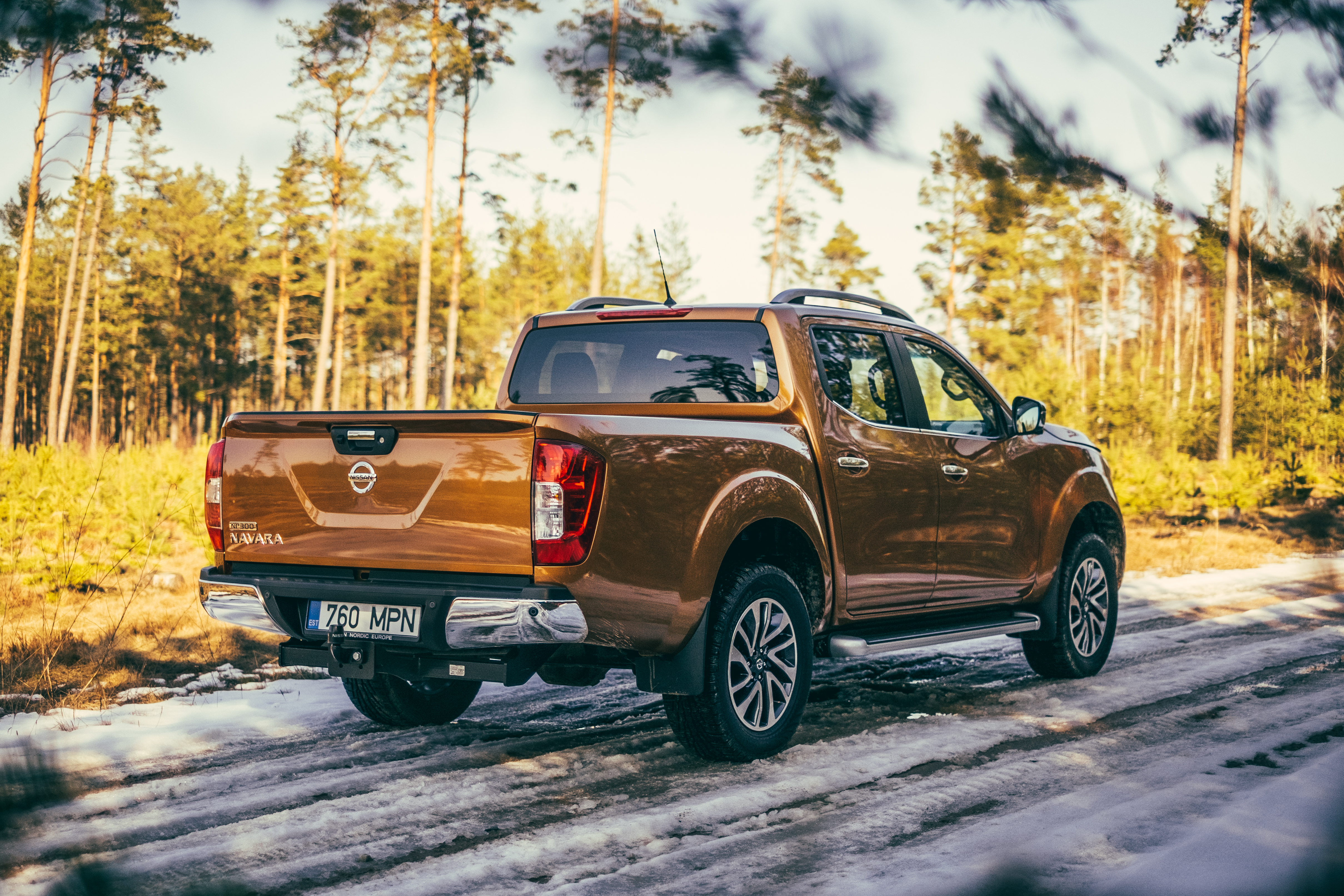
Arrière

La quatrième génération du Nissan Navara est arrivée en juillet 2014 et reprend son appellation complète « NP300 Navara », qui avait été abandonnée sur l'actuelle génération. « NP » signifie « Nissan Pick-up » et « 300 » indique le placement du modèle dans la gamme. Le Navara NP300 « version 2015 » profite d'ingénieux équipements inspirés de ceux des crossovers. Il est assemblé dans l'usine de Nissan à Barcelone pour le marché européen.
Nissan espère redevenir le plus gros vendeur de pick-up en France avec ce nouveau modèle. En 2016, il se classe troisième en termes de vente derrière le Ford Ranger et le Toyota Hilux.
Le Nissan Navara est aussi vendu sous d'autres marques. Il y a tout d'abord le Renault Alaskan, présenté en octobre 2016 au public au Mondial de l'automobile de Paris, vendu à partir de fin 2017 en Europe et en Amérique du Sud depuis 2016. Ensuite, on trouve le Mercedes Classe X. Ce pick-up a été présenté en Afrique du Sud en juillet 2017 et commercialisé à la fin de la même année.
En 2018, Nissan lance la fabrication du Navara en Argentine, dans l'usine Renault de Córdoba, afin d'alimenter le marché sud-américain. Comme sur la plupart des marchés américains, il y est appelé Nissan Frontier.
Le Navara cesse d'être produit en Europe le 16 décembre 2021, c'est le tout dernier modèle à sortir des chaînes de l'usine Nissan de Barcelone.

### Phase 2
Le Navara restylé est présenté en novembre 2020. Il n'est pas produit à l'usine Nissan de Barcelone, où la phase 1 restera produite jusqu'à la fin de l'année 2021 afin d'alimenter le marché européen. Les raisons de cette décision sont la chute des ventes du Navara sur le marché européen ainsi que la fermeture de l'usine de Barcelone.
En mars 2022, l'usine argentine de Nissan démarre la production de la version restylée du Frontier.

### Caractéristiques
Le Nissan NP 300 Navara est commercialisé sur le marché en début d'année 2016. Concernant le moteur, le 2,3 litre remplace le 2,5 litres dCI. Cela permet de faire baisser la consommation et également les émissions polluantes. Ce Nissan est vendu avec des puissances de moteurs en 160 ch ou 190 ch (turbo simple pour le 160 et double turbo pour le 190). Ce moteur est issu du Renault Master III. Il permet jusqu'à 24 % d’économie de carburant par rapport aux motorisations de l'ancienne version, et respectant les normes Euro 6B. L’agrément sonore est bien meilleur lui aussi. Ces moteurs ont 4 cylindres en ligne avec 4 soupapes par cylindre, à injection directe et rampe commune. La législation française considère les pick-up comme des utilitaires. Le Navara échappe donc à une taxe pouvant dépasser les 5 000 € sous forme de malus écologique. Il se distingue de ses concurrents par une suspension multibras à l'arrière pour remplacer les habituels ressorts à lames sur la version double cabine (la version simple cabine converse les ressorts à lames). Le confort des passagers du pick-up est accru, surtout aux places arrière. Grâce à ce système, le confort du Navara est l'un des meilleurs de sa catégorie.
En tant que vrai véhicule tout-terrain, ce 4x4 possède une gamme de vitesses courtes, enclenchable non pas par un levier comme les anciennes versions, mais par une molette. Il peut tracter une remorque freinée allant jusqu'à 3,5 tonnes, ou charger 1 222 kg dans la benne. Il lui est possible de franchir des passages à gué de 60 cm. Sa garde à sol est de 22,4 cm, son angle d'attaque est prononcé (32°), celui de sortie l'est moins (25°) en raison du porte-à-faux arrière. L'angle ventral est de 22,2°. Le réservoir peut contenir 73 l de carburant, 17 pour celui d'Adblue. La masse du pick-up varie de 1 813 à 2 006 kg.
Le Navara est nettement moins rustique que la précédente version. L'intérieur se rapproche des standards des SUV. De nouveaux équipements et aides à la conduite ont fait leur apparition. Il y a par exemple le démarrage en côte ou le freinage d'urgence. Un système nommé C-Channel permet d'accrocher les objets disposés dans la benne pour éviter que ces derniers ne bougent lorsque le 4x4 roule. La benne peut être équipée d'un hard-top, d'une cover-top ou d'une bâche. Ce véhicule s'est vu décerner le 17 novembre 2016 le prix du pick-up de l'année (International Pick-Up Award). Il possède une des meilleures garanties du marché avec 5 ans et 160 000 km.

### Versions
Il est disponible en 3 versions. La plus basique, appelée « King Cab Châssis-Cab », seulement en finition Visa et la version « King-Cab » (toutes finitions), possèdent 4 places et 4 portes dont 2 antagonistes. Les sièges arrière sur strapontin sont rabattables pour créer un espace de rangement. Enfin, la version « Double-Cab » est la plus haut de gamme. Le moteur de 190 ch est réservé à cette dernière, tout comme la boite automatique. Cette dernière est moins rapide que celle de certains pick-up concurrents. La benne est 21 cm plus courte sur la version 5 places. Le Nissan Navara est disponible en propulsion ou en transmission intégrale enclenchable. Une transmission intégrale permanente n'est malheureusement pas proposée. Huit peintures de carrosserie sont disponibles dans le catalogue du Navara.

### Motorisations
|                            | 2,3 L dCi 160          | 2,3 L dCi 190          | 2,3 L dCi 190          |
| -------------------------- | ---------------------- | ---------------------- | ---------------------- |
| Type moteur                | M9T                    | M9T                    | M9T                    |
| Cylindrée                  | 2 298 cm3              | 2 298 cm3              | 2 298 cm3              |
| Alésage (mm) / course (mm) | 85 / 101,3             | 85 / 101,3             | 85 / 101,3             |
| Architecture               | 4 cylindres en ligne   | 4 cylindres en ligne   | 4 cylindres en ligne   |
| Puissance maximale         | 160 ch à 3 750 tr/min  | 190 ch à 3 750 tr/min  | 190 ch à 3 750 tr/min  |
| Couple maximal             | 403 N m à 2 000 tr/min | 450 N m à 2 000 tr/min | 450 N m à 2 000 tr/min |
| Boîte de vitesses          | BVM6                   | BVM6                   | EDC7                   |
| Vitesse maximale           | 172                    | 184                    | 180                    |
| Consommation(en L/100 km)  | 6,8/6,1/6,3            | 6,9/6,0/6,3            | 8,7/5,9/6,9            |
| Émissions de CO2(en g/km)  | 167                    | 167                    | 183                    |

### Finitions
Le Nissan Navara est disponible en 5 finitions :
- Visia
- Acenta
- Optima
- N-Connecta
- Tekna
- N-Guard : Finition Tekna + options toit ouvrant, radar de recul, lave-phares + Pack look extérieur noir (Jantes alliage 18 pouces, barres de toit, marchepieds, poignées, coques de rétroviseurs, intérieur des optiques de phare, calandre noire, bouclier arrière noir) + Stickers latéraux spécifiques « N-GUARD » + Sellerie Cuir / textile avec surpiqûres jaunes (Sept 2018)

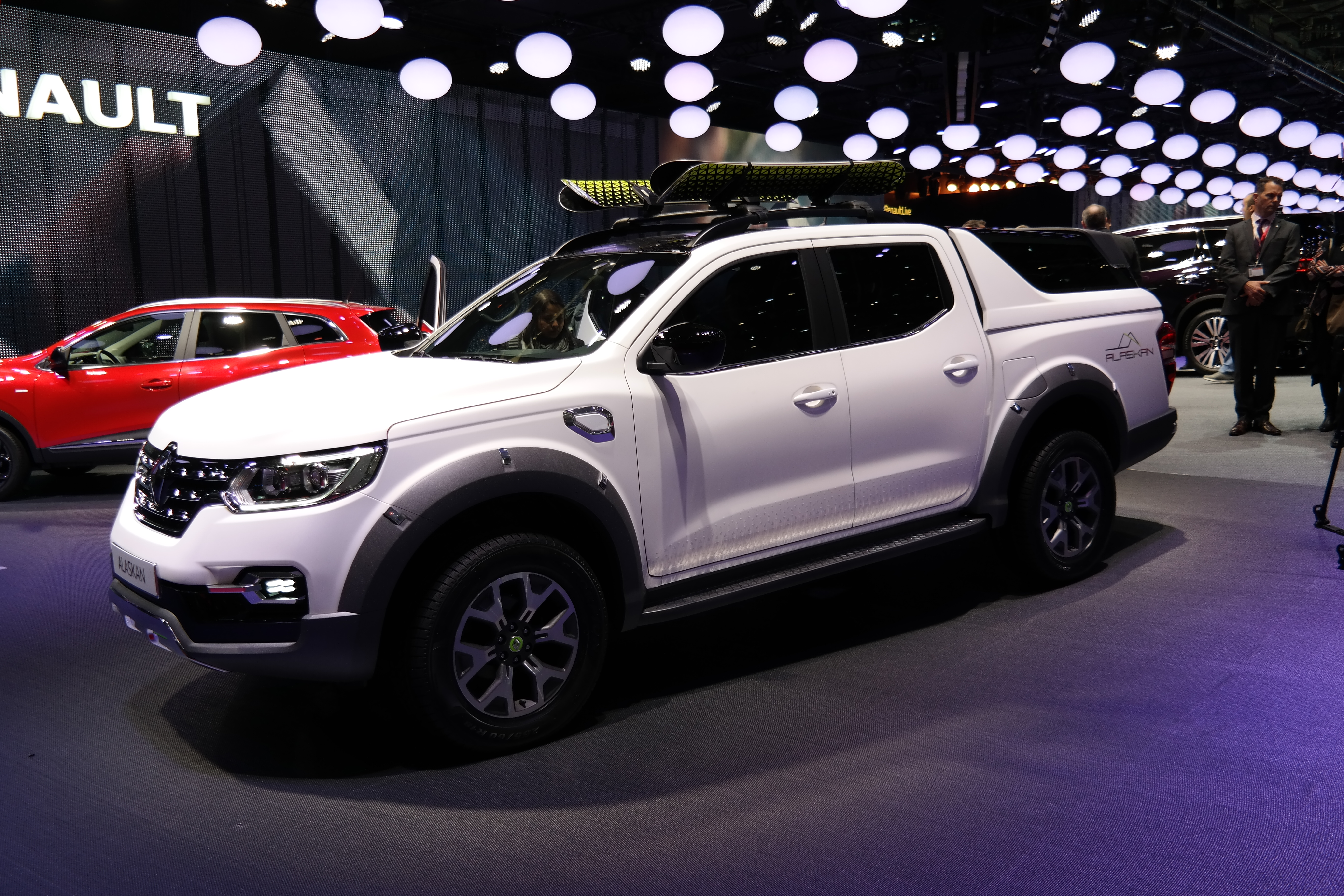
Renault Alaskan, issu du Nissan Navara

#### Séries spéciales
- Trek-1° : en avril 2017, Nissan propose une série spéciale de son pick-up intitulée Trek-1° faisant référence au désert de Navarre qui se situe à -1° de longitude. Motorisé uniquement par le 4 cylindres Diesel de 2,3 litres de cylindrée et 190 ch couplé à la boîte automatique à 7 rapports, il n'est disponible qu'avec une peinture blanche.
- Trek-1° : en juillet 2017[10], trois mois après le Trek-1° blanc, Nissan lance le Navara Trek-1° noir. Il est identique à la première série spéciale à la couleur près.
- Off-Roader AT32[11]

#### Séries limitées
- Premium Édition (lancement) : (250 exemplaires)
  - Uniquement disponible en version Double Cabine dCi 190 BVA, le Nissan Navara Premium Edition est basé sur la finition haut de gamme Tekna avec l'option "Pack premium". Côté design extérieur, la peinture métallisée et le toit ouvrant électrique sont de série. Cette nouvelle version propose une personnalisation de la carrosserie avec des stickers de capot et de porte de benne, des arceaux de benne et barres de finition latérales chromées. Pour abriter le chargement, un roll-cover en aluminium fait également partie de la dotation de série. En outre cette série limitée offre des éléments exclusifs, tel que des tapis de sol en velours à surpiqures NAVARA et une plaque numérotée de 001/250 à 250/250. Disponible en deux teintes, Gris Lunaire ou Noir Métal.
- N-Pro : disponible en 2020 uniquement en King Cab, 4-cylindres diesel 2,3 L de 160 ch (165 exemplaires pour le marché français)[12].